# Khu truyền giáo dòng Tên La Santísima Trinidad de Paraná và Jesús de Tavarangue
Khu truyền giáo dòng Tên La Santísima Trinidad de Paraná và Jesús de Tavarangue (tiếng Tây Ban Nha: Misiones Jesuíticas de La Santísima Trinidad de Paraná y Jesús de Tavarangue) nằm tại Itapúa, Paraguay là những phần của phái bộ truyền giáo được thành lập trong khu vực còn sót lại. Nó được thành lập bởi các nhà truyền giáo dòng Tên thời thuộc địa ở Nam Mỹ thế kỷ 17. Những khu truyền giáo được thành lập vào năm 1609, phát triển trong hơn 150 năm. Cả hai khu truyền giáo dòng Tên đã được UNESCO công nhận là Di sản thế giới từ năm 1993. Chúng được coi là một trong những sáng tạo ấn tượng nhất về công trình tôn giáo dòng Tên, và là minh chứng cho sự phong phú lịch sử của đất nước.

## Lịch sử
Aleixo Garcia đã khám phá ra Paragoay vào năm 1524. Sự phát triển của nó trong vấn đề chính trị, kinh tế và xã hội là một quá trình chậm chạp, với các cuộc xung đột vũ trang giữa những người chinh phục Tây Ban Nha và người bản địa, những người đã chiến đấu để bảo vệ lãnh thổ của họ.
Đến năm 1590, người Tây Ban Nha đã thành lập 10 thành phố và 40 thuộc địa ở Nam Mỹ. Người bản địa đã bị buộc phải chấp nhận sự có mặt của họ. Quốc vương Tây Ban Nha đã cố gắng cải thiện chất lượng cuộc sống cho những người bản địa bằng cách đưa ra một số nghị định để bảo vệ họ nhưng thật khó để có một hệ thống kiểm soát thực sự nào đảm bảo rằng họ tuân theo. Hệ thống Encomienda ban hành khiến nhiều cuộc nổi dậy của người bản xứ diễn ra. Chỉ đến khi các khu truyền giáo được thành lập, thì sự cải thiện về điều kiện sống của người bản xứ mới thực sự diễn ra. Các tu sĩ Dòng Tên đầu tiên đã đến Tucumán vào năm 1586 và 1587 theo yêu cầu của Giám mục Asunción là Alonso Guerra. Các tu sĩ dòng Tên bắt đầu việc truyền giáo và xây dựng các thị trấn hoặc các khu truyền giáo trong khu vực của Misiones và Itapúa ở Paraguay. Việc đầu tiên của họ là hình thành các thị trấn tự túc trong khu vực có người bản địa sinh sống và nghiên cứu về ngôn ngữ Guaraní mà họ nói để tạo ra một cấu trúc chữ viết, vì người Guaraní không có ngôn ngữ viết. Các nhà truyền giáo không chỉ truyền đạt kiến thức về tôn giáo, mà còn xác định các quy tắc về trật tự công cộng, văn hóa, giáo dục và xã hội, có ảnh hưởng lớn trong sự phát triển sau này của Paraguay. Người bản địa là những người du mục và không quen với cuộc sống có cấu trúc thì tự tập hợp để thành lập các cộng đồng nhỏ trong rừng. Các khu truyền giáo được thành lập ở mỗi thị trấn nhóm 2000-3000 cư dân.

## Mô tả

### La Santísima Trinidad de Paraná
La Santísima Trinidad de Paraná được coi là khu truyền giáo lớn nhất trong số tất cả các khu truyền giáo dòng Tên. Nó được thành lập vào năm 1712 bởi những người bản địa đến từ khu truyền giáo San Carlos (Argentina ngày nay).
Nó bao gồm một đền thờ lớn nhất với một bàn thờ được chạm khắc từ một khối đá. Một quảng trường trung tâm là nơi gặp gỡ của các cư dân thị trấn và một bảo tàng nằm trong nhà thờ cũ, là nơi những tác phẩm và mô hình điêu khắc của khu truyền giáo quy tập lại.
Ngày nay nó chỉ còn là một tàn tích và đang được khôi phục. Công trình này cũng như là minh chứng tội ác văn hóa của loài người khi các cuộc đàn áp và giết hại những người bản địa diễn ra.

### Jesús de Tavarangue
Jesús de Tavarangue đang trong quá trình xây dựng vào thời điểm dòng Tên bị trục xuất khỏi tỉnh Río de la Plata. Nó sẽ là một trong những nhà thờ lớn nhất thời bấy giờ nếu được xây dựng xong với cấu trúc trung tâm dài 70 mét và rộng 24 mét. Công trình là bản sao của Thánh địa Loyola ở Tây Ban Nha với mặt tiền của ba cửa rất ấn tượng.